# Leo McCarey
Leo McCarey (Los Ángeles, California, 3 de octubre de 1898-Santa Mónica, California, 5 de julio de 1969) fue un director de cine y guionista estadounidense ganador del premio Óscar.

## Trayectoria
Licenciado en Derecho, ejerció como abogado en su juventud. Sin embargo, al quebrar la oficina donde trabajaba, de modo casual se acercó al mundo del cine, en el que llegó a ser uno de los mayores talentos en las décadas de 1930 y 1940.

### Los inicios
Fue primero asistente del director Tod Browning, y luego escribió gags y diálogos para los cómicos de las películas de dos rollos de Hal Roach llegando a dirigir bastantes obras cómicas con Charley Chase.
Convertido en vicepresidente y supervisor de toda la producción cómica del grupo de Roach, impuso un estilo propio, preciso y atento a los detalles más nimios, vigilando personalmente toda la producción antes de sacarla. Y fueron precisamente McCarey y Roach los que sacaron a pareja cómica formada por Stan Laurel y Oliver Hardy (véase El Gordo y el Flaco). En aquella época, Stan Laurel era un cómico que ganaba 100 dólares a la semana, y Oliver Hardy interpretaba obras menores. McCarey se dio cuenta de su potencial cómico, y los hizo trabajar juntos. La primera película que interpretaron juntos fue la película cómica muda Slipping Wives (1927), que aparece en los créditos oficialmente dirigida por Clyde Bruckman, pero que en realidad fue escrita y dirigida por McCarey en seis días.

### Las comedias
En 1929, el director se pasó a los largometrajes, convirtiéndose en uno de los principales directores de comedias de los años 30, en la que se distinguió por su estilo elegante e irónico. Hay que destacar de esa época Torero a la fuerza (The Kid from Spain, 1932), probablemente la mejor película de Eddie Cantor; Sopa de ganso (1933), la obra maestra de los Hermanos Marx; Nobleza obliga (1935), que dio la oportunidad a Charles Laughton de realizar una estupenda interpretación en clave cómica, y The Awful Truth (1937), una de las mejores comedias "locas y sofisticadas" típicas de los años 30.
Las siguientes películas de McCarey, como Going My Way (1944) o Las campanas de Santa María (1945), a pesar de los siete Óscar que ganó la primera, no tienen ese personalísimo sello del director. 
Luego, McCarey dirigió también películas de propaganda maccartista, come Mi hijo John (My Son John 1952) y Satanás nunca duerme (Satan Never Sleeps 1962), aunque recuperó su chispa habitual en la divertida comedia Un marido en apuros (Rally 'Round the Flag, Boys! 1958).

## Filmografía

### Cortometrajes
- Isn't Life Terrible? (1925)
- Mighty Like a Moose (1926)
- Sugar Daddies (1927)
- Pass the Gravy (1928)
- Should Married Men Go Home? (1928); director y guionista
- Habeas Corpus (1928)
- We Faw Down (1928)
- Liberty (1929); director y guionista
- Wrong Again (1929)
- Big Business (1929); director y guionista

### Largometrajes
- Indiscreta (Indiscreet, 1931)
- Sopa de ganso (1933)
- No es pecado (Belle of the Nineties, 1934)
- Ruggles of Red Gap (1935)
- La vía láctea (The Milky Way, 1936)
- Make Way for Tomorrow (1937); director y productor
- The Awful Truth (1937); director y productor
- The Cowboy and the Lady (1938); director y guionista
- Love Affair (1939); director y productor
- My Favorite Wife (1940); director, productor y guionista
- Once Upon a Honeymoon (1942); director y productor
- Siguiendo mi camino (1944); director y productor
- Las campanas de Santa María (1945); director, productor y guionista
- El buen Sam (Good Sam, 1948); director y productor
- An Affair to Remember; (1957), director, productor y guionista
- Rally 'Round the Flag, Boys! (1958); director y productor
- Satan Never Sleeps (1962); director y productor

## Premios y distinciones
Premios Óscar
| Año  | Categoría       | Película                    | Resultado |
| ---- | --------------- | --------------------------- | --------- |
| 1938 | Mejor director  | La pícara puritana          | Ganador   |
| 1940 | Mejor argumento | Tú y yo                     | Nominado  |
| 1941 | Mejor argumento | Mi mujer favorita           | Nominado  |
| 1945 | Mejor director  | Siguiendo mi camino         | Ganador   |
| 1945 | Mejor argumento | Siguiendo mi camino         | Ganador   |
| 1946 | Mejor director  | Las campanas de Santa María | Nominado  |
| 1953 | Mejor argumento | Mi hijo John                | Nominado  |
| 1958 | Mejor canción   | Tú y yo                     | Nominado  |